# Syzygium kajewskii
Syzygium kajewskii là một loài thực vật có hoa trong Họ Đào kim nương. Loài này được Guillaumin miêu tả khoa học đầu tiên năm 1931.